# Cezary Berezowski
Pour les articles homonymes, voir Berezowski.
Cezary Berezowski (15 mars 1898 - 19 mai 1970) était un universitaire polonais, juriste spécialiste du droit international public.

## Biographie
Cezary Berezowski a étudié à l'Université de Varsovie puis a enseigné à Lublin et à Varsovie.

## Publications
- Les sujets non souverains du droit international, in RACDI, t65, 1938, III.
- La protection des œuvres d'art en temps de guerre, Varsovuie, 1948.
- Le droit international aérien, 1964.
- Le développement progressif du droit aérien, (1969).